# Indozodion
Indozodion is een geslacht van spinnen uit de familie mierenjagers (Zodariidae).

## Soorten
Het geslacht kent de volgende soort:
- Indozodion inayatullahi Ovtchinnikov, 2006